# Vlajka Doněcké lidové republiky

Vlajka Doněcké lidové republiky
Poměr stran: 2:3

Vlajka Doněcké lidové republiky je, společně se státním znakem a hymnou, symbolem neuznané republiky, ležící na území ukrajinské Doněcké oblasti.
Podobnou historii má i Luhanská lidová republika, resp. Luhanská oblast.

## Vznik
První verzi vlajky vymysleli Dmitrij a Vladimír Kornilovovi. Vlajka je inspirována vlajkou Ukrajinské SSR; byla odstraněna hvězda, srp a kladivo a doprostřed byl přidán vodorovný černý pruh – symbol nerostného bohatství (uhlí) v DLR. Později byly pruhy přehozeny do dnešní podoby a byl přidán dvouhlavý orel – symbol republiky. V roce 2014 byl vzhled orla pozměněn a přidán ruský nápis „Донецкая Народная Республика“ (Doněckaja narodnaja respublika). V roce 2018 byl orel i nápis odstraněn a vznikla dnešní podoba vlajky.

Vlajka Ukrajinské SSR